# (9736) 1986 QP2
A (9736) 1986 QP2 a Naprendszer kisbolygóövében található aszteroida. Henri Debehogne fedezte fel 1986. augusztus 28-án.